# Scapania nipponica
Scapania nipponica là một loài rêu tản trong họ Scapaniaceae. Loài này được (Amak. & S. Hatt.) Amak. miêu tả khoa học lần đầu tiên năm 1967.